# Лазар Јовановић (стрелац)
Лазар Јовановић (1904) био је југословенски стрелац. Такмичио се у дисциплини пиштољ брза паљба. Био је једини стрелац, који је са репрезентацијом Југославије учествовао на Летњим олимпијским играма 1936. одржаним у Берлину.
Његов резултат није познат.